# Alfabeto del quechua de Áncash
El alfabeto quechua (en quechua: Achaha) está basado en el alfabeto latino. Fue implementado en 1975 con 5 vocales.En 1985 las vocales e y o fueron eliminadas. Es usado para escribir el quechua ancashino.
De los 34 fonemas que constituyen el panalfabeto quechua, se desprende el alfabeto para las seis variantes regionales (las cinco reconocidas por R.M.N°4023-75-ED, más la variante San Martín Alto Napo, incorporado posteriormente) .En consecuencia, el alfabeto del Quechua Ancashino queda constituido por 23 fonemas: 17 consonantes,3 vocales simples y 3 vocales alargadas.
Cabe precisar que la distribución fonológica del Quechua Ancashino, como de otras variedades, fueron elaboradas con base en los estudios. Fonológicos realizados por Parker (1963 y 1969) y torero (1964); consignándose para el caso de Ancash, la siguiente distribución fonológica.

## Historia
El primer inventario de letras para el quechua de Ancash deriva del Alfabeto Básico General del Quechua establecido en 1975 por el Ministerio de Educación mediante Resolución Ministerial N.º 4023-75-ED. Este constaba de un alfabeto latino, el cual estableció un patrón extra para representar la africada alveolar como ⟨ts⟩ y las vocales largas como dobles, heredando del español las grafías ⟨ñ⟩ para la nasal palatal y el dígrafo ⟨ch⟩ para la africada palatal.  Posteriormente, en 1985, se modificó la norma sólo par reducir a tres los signos vocálicos, eliminando para el ancashino las representaciones ⟨e⟩, ⟨ee⟩, ⟨o⟩, ⟨oo⟩ de su escritura.
| Letras               | A   | AA   | CH   | H   | I   | II   | K   | L   | LL  | M   | N   | Ñ   | P   | Q   | R   | S   | SH  | T   | TS   | U   | UU   | W   | Y   |
| Valor fonémico (AFI) | /a/ | /aː/ | /t͡ʃ/ | /h/ | /i/ | /iː/ | /k/ | /l/ | /ʎ/ | /m/ | /n/ | /ɲ/ | /p/ | /q/ | /ɾ/ | /s/ | /ʃ/ | /t/ | /t͡s/ | /u/ | /uː/ | /w/ | /j/ |

Para algunos préstamos del español, se hacen uso de un grupo de consonantes particular. Ejemplo burriku chinchuu una variedad de chincho (Tagetes).
| Letras               | B   | D   | F   | G   | RR  |
| Valor fonémico (AFI) | /b/ | /d/ | /ɸ/ | /g/ | /ʐ/ |

## Letras
Adición de la consonante africada alveolar,
ts; y de cinco vocales largas que se escribirán siempre duplicadas; ii (alta anterior), uu (alta posterior), ee (media anterior), oo (media posterior), aa (baja central). 
En 1985 las vocales e y o junto con las vocales largas ee y oo fueron eliminadas.

## Canales de aprendizaje
- Ancash Speech

## Libros
- ALVARADO CAUSHI, Eliseo Santiago y QUIROZ AGUIRRE, Martín Eustaqui,2017. Quechua Básico de Ancash: Huaylas Sur. 1.ª Ed. Huaraz: Killa Editorial, Ediciones El Inca y Ediciones Hirka.

- CAMONES MAGUIÑA, Margot Jovana, 2016. Quechua: Para un Diálogo Intercultural. 1.ª Ed. Huaraz: Killa Editorial.

- CARRANZA ROMERO, Francisco, 2003, Diccionario Quechua Ancashino-Castellano. 12.ª Ed. Madrid: Vervuert e Iberoamericana.

- COBO Y PERALTA, Bernabé, 1974. Quechua del Callejón de Huaylas.  3.ª Ed. Huaraz: Estudios Culturales Benedictinos c. 1650

- DEPAZ MACEDO, Luis, 2022. El Pequeño Diccionario de Quechua Ancashino. 1.ª Ed. Huaraz: Editorial WINAx.

- DEPAZ MACEDO, Luis, 2022. El Pequeño Libro de Quechua. 1.ª Ed. Huaraz: Editorial WINAx.

- JULCA GUERRERO, Félix, 2009. Quechua Ancashino: Una Mirada Actual. 1.ª Ed. Lima: Fondo Editorial del Pedagógico San Marcos.

- JULCA GUERRERO, Félix, 2016.    Voces Quechuas: Qichwa Willakuykuna. 1.ª Ed. Huaraz: Killa Editorial y INADEA.

- JULCA GUERRERO, Félix,2019    Quechua: Lengua y Cultura. 1.ª Ed. Huaraz: INADEA.

- JULCA GUERRERO, Félix,2020    Quechua Ancashino: Gramática Básica. 1.ª Ed. Huaraz: INADEA.

- JULCA GUERRERO, Félix y Cervantes, 2016    Quechua: Riqueza léxica y expresiva. 1.ª Ed. Huaraz: Killa Editorial y INADEA.

- LEÓN ROJAS, Zenobio G. 2013    Diccionario Quechua-Español, Español-Quechua. 1.ª Ed. Lima: Killa Eitorial.

- PANTOJA RAMOS, Santiago, 1974   Cuentos y Reatos en el Quechua de Huaraz. 1.ª Ed. Huaraz: Estudios Culturales Benedictinos N°3.

- PARKER, Gary, 1976    Gramática Quechua Ancash-Huailas. 1.ª Ed. Lima: Ministério de Educación. || 1976   Diccionario Quechua Ancash-Huailas. 1.ª Ed. Lima: Ministério de Educación.

- RUELAS QUISPE, Justo, 1994   Hable Quechua sin Problemas. 1.ª Ed. Arequipa: UNSA